# Neo Fascio
Neo Fascio (estilizado em maiúsculas) é o segundo álbum de estúdio do músico japonês Kyosuke Himuro, lançado em 27 de setembro de 1989.

## Recepção
Alcançou a primeira posição na Oricon Albums Chart e ficou na parada por dez semanas. A RIAJ certificou o álbum como platina um mês depois do lançamento, e seus singles "Summer Game" e "Misty ~Bimyō ni~" foram classificados como ouro.
CD Journal chamou o álbum de "descontraído" e "moderado".

## Faixas
Os títulos das canções são estilizados em maiúsculas.
| N.º            | Título            | Duração |  |
| 1.             | "Overture"        | 3:29    |  |
| 2.             | "Neo Fascio"      | 4:30    |  |
| 3.             | "Escape"          | 4:26    |  |
| 4.             | "Charisma"        | 5:07    |  |
| 5.             | "Cool"            | 4:05    |  |
| 6.             | "Summer Game"     | 3:28    |  |
| 7.             | "Rhapsody in Red" | 3:31    |  |
| 8.             | "Misty"           | 4:23    |  |
| 9.             | "Camouflage"      | 3:50    |  |
| 10.            | "Calling"         | 5:02    |  |
| 11.            | "Love Song"       | 4:06    |  |
| Duração total: | Duração total:    | 46:10   |  |